# احمد قاسمی
احمد قاسمی (انگلیسی: Ahmed Gasmi؛ زادهٔ ۲۲ نوامبر ۱۹۸۴) بازیکن فوتبال اهل الجزایر است.
از باشگاه‌هایی که در آن بازی کرده‌است می‌توان به باشگاه فوتبال اتحاد الجزایر اشاره کرد.
وی همچنین در تیم‌های ملی فوتبال الجزایر بازی کرده‌است.